# Febre de Zika
La febre de Zika és una malaltia causada pel virus de Zika, un membre del gènere Flavivirus. La febre i el virus porten el nom del Bosc de Zika a Uganda on el virus es va aïllar per primer cop.

## Signes i símptomes
Els símptomes són similars a altres Flavivirus com dengue o chikungunya però són més suaus en la forma i en general duren de quatre a set dies. La majoria dels casos (60-80%) són asimptomàtics. Els principals símptomes clínics són pacients de baix grau de febre, conjuntivitis, artritis transitòria/artràlgia (principalment en les petites articulacions de les mans i peus) i erupció maculopapular que sovint comença a la cara i després s'estén per tot el cos. En general, els símptomes de la malaltia són lleus i de curta durada (2-7 dies).
Al novembre de 2015, els informes del Ministeri de Salut del Brasil va alertar la població per una connexió prèviament desconeguda entre el virus Zika i casos de microcefàlia del nadó al nord-est del Brasil, basat en dos casos de fetus greument afectats en els quals l'amniocentesi va confirmar la presència del virus Zika al líquid amniòtic.> Els resultats de l'ecografia en aquests dos fetus, segons s'ha informat el 5 de gener de 2016, va mostrar que tots dos tenien la microcefàlia, a causa de la destrucció de les diferents parts del cervell. Un dels fetus presentava calcificacions intraoculars i microftalmia. El Ministeri brasiler va confirmar més tard la suposada prèviament connexió entre la infecció pel virus de Zika de les dones embarassades i la microcefàlia del nadó, amb almenys 2.400 casos reportats de microcefàlia al país el 2015, recomptat a 12 de desembre, i 29 morts certificats. D'acord amb un informe de CNN, els funcionaris de salut brasilers també recomanaven que els pares consideren posposar l'embaràs a causa del fort augment dels casos de microcefàlia.
Les manifestacions hemorràgiques s'han documentat en una sola instància, hemospèrmia (líquid vermell-marró en l'ejaculació). Durant el brot a la Polinèsia Francesa també es va assenyalar que un augment concomitant de casos de la síndrome de Guillain-Barré que podria haver estat a causa del Zika, però aquesta associació no s'ha comprovat.

## Diagnòstic
El virus Zika pot ser identificat mitjançant una prova de RT-PCR en pacients greument malalts i per serologia mitjançant la detecció d'anticossos IgM específics a partir del cinquè dia posterior a l'aparició de la febre. És possible que es presentin reaccions serològiques creuades amb altres flavivirus estretament relacionats, com el dengue.

## Tractament
No hi havia un tractament específic pel Zika, només un maneig simptomàtic que consisteix a descansar i a prendre paracetamol per al control de la febre. No es recomana l'ús d'àcid acetil salicílic pel risc de sagnat que implica. També s'aconsella ingerir líquid en abundància per pal·liar el que es perd per diferents raons. Per manejar la pruïja ocasionada per l'erupció, es poden utilitzar antihistamínics.

## Epidemiologia

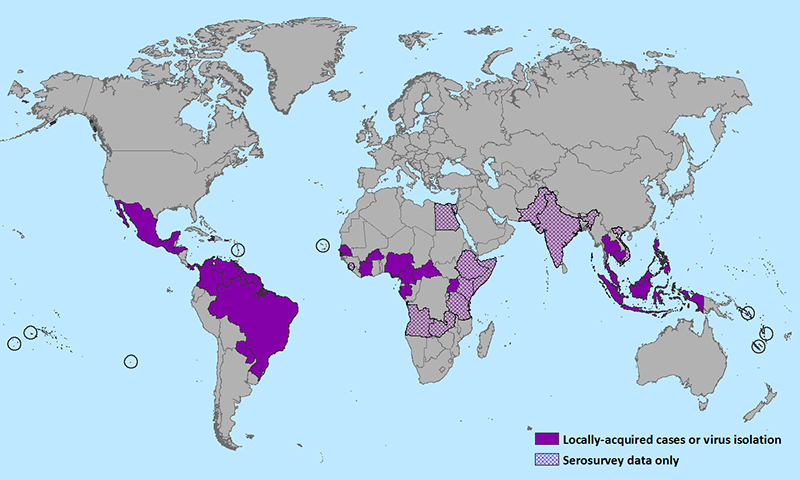
Països amb evidència de la transmissió (passada o actual) del virus Zika (a gener de 2016)

El primer cas conegut de la primera febre de Zika fou en un macaco rhesus sentinella d'una plataforma d'arbre al Bosc de Zika (Uganda) en 1947. Enquestes de població a Uganda han trobat una prevalença del 6,1%. El primer cas humà van ser informats en Nigèria en 1954. S'han notificat pocs casos a l'Àfrica tropical i en algunes zones del sud-est asiàtic. No hi ha hagut casos documentats de virus Zika en el subcontinent indi. S'han trobat anticossos per Zika en persones sanes a l'Índia que podria indicar exposició en el passat, encara que també podria ser degut a la reacció creuada amb altres flavivirus.
Des que va aparèixer per primera vegada en l'hemisferi occidental al febrer de 2014, s'ha estès ràpidament per tota Amèrica del Sud i Central, arribant a Mèxic al novembre de 2015.

## Prevenció
És un consens que el virus es transmet pels mosquits, per la qual cosa el control del vector és un element essencial per reduir la incidència de la malaltia.
Es recomana ús de pavellons i repel·lents d'insectes, instal·lació de mosquiteres en portes i finestres, rentar recipients que guardin aigua i tapar-los, llençar ampolles i llandes que no s'utilitzin, no tirar escombraries al carrer, netejar tests i canviar la seva aigua cada 3 dies, si s'acudeix o viu en zones amb clima tropical utilitzar camisa de màniga llarga i pantalons llargs.